# Dobrotitsa
Dobrotitsa (in bulgaro Добротица?, pronuncia [doˈbrɔtit͡sɐ]; in romeno Dobrotiță; Τομπροτίτζας nei documenti bizantini dell'epoca; Dobrodicie nei documenti genovesi dell'epoca) (XIV secolo – 1386) è stato un nobile bulgaro e sovrano del principato de facto indipendente di Karvuna e della fortezza di Kaliakra dal 1354 al 1379-1386.

## Biografia
L'origine etnica di Dobrotitsa è contestata, e di conseguenza è considerato da alcuni un nobile bulgaro parente della dinastia Terter (dal clan cumano Terteroba), da altri un valacco (principalmente dagli storici romeni), e ad altri un turco cristianizzato.  Fonti veneziane della fine del XIV secolo si riferiscono a Dobrotitsa come a un "despota dei bulgari" (DESPOTUM BULGARORUM DOBROTICAM) e al suo regno come "parti di Zagore (Bulgaria) subordinate a Dobrotitsa" (PARTES ZAGORAE SUBDITAS DOBROTICAE).
Nel 1346, Dobrotitsa e suo fratello Teodoro furono inviati insieme a 1.000 soldati dal sovrano di Dobrugia, Balik, per aiutare l'imperatrice bizantina Anna di Savoia nella guerra civile contro Giovanni VI Cantacuzeno, ma furono sconfitti da Giorgio Phakrases. L'anno successivo, dopo la morte di Balik, divenne il sovrano della Dobrugia. Nel 1348 Dobrotitsa rilevò la fortezza di Midia e nel 1356 riuscì a impadronirsi di Kozyak (l'odierna Obzor) ed Emona dai bizantini.
Nel 1366 l'imperatore Ivan Alessandro rifiutò di consentire all'imperatore bizantino Giovanni V Paleologo, che stava tornando in patria dall'Ungheria, il passaggio attraverso la Bulgaria. Per costringere i bulgari, un parente di Giovanni V, il conte Amedeo VI di Savoia, allora alla guida della crociata sabauda, attaccò le città costiere bulgare. Nell'autunno dello stesso anno la marina di Amadeo catturò Anchialos, Mesembria, Emona e il 25 ottobre assediò la robusta fortezza di Varna, dove fu respinto. Di conseguenza, Ivan Alessandro diede ai bizantini un salvacondotto in tutta la Bulgaria e mantennero le città conquistate.  Nel 1369 Dobrotitsa e Vladislav I di Valacchia aiutarono Ivan Alessandro a sconfiggere gli ungheresi e a riconquistare Vidin. In segno di gratitudine, l'imperatore diede a Dobrotitsa Emona e Kozyak. Successivamente costruì una marina a Varna che fu adoperata in azioni fino a Trebisonda. I manoscritti genovesi scrivono che la sua marina era molto forte anche se piuttosto piccola e ottenne successi contro ottomani e genovesi. Gli successe suo figlio Ivanko nel 1386.
I nomi della regione della Dobrugia derivano dalla versione turca del suo nome. Da lui prendono il nome anche la città di Dobrič e due villaggi nel nord della Bulgaria.